# 要塞：十字军增强版
要塞：十字军增强版 是一款萤火虫工作室开发的2001年的要塞的资料片要塞: 十字军的最新版本。十字军增强版发生在十字军东征时期的中东。
要塞：十字军增强版增加了可容纳10000的较大军队的人口容量，新建筑物和新单位。

## 新特性
要塞：十字军增强版提供了要塞：战争之箱中的新AI人物。也包含了战争之箱中的新任务。它还包括一个新建筑：前哨，可以获得单位不用花钱，其中也有最新版本的原版的要塞，包括了除了前哨，上帝能力和十字军增强版的足迹以外的要塞：十字军增强版的内容。  

## 评价
这个游戏普遍受到人们的欢迎，但批评者批评游戏及其难玩，没有新的音效，图形质量也没有达到2008年发布的游戏的标准。 